# Ministarstvo iseljeništva Republike Hrvatske
Ministarstvo iseljeništva bilo je dio prvih triju vlada Republike Hrvatske. Peta i šesta Vlada Republike Hrvatske imale su Ministarstvo povratka i useljeništva. Počevši od sedme Vlade (2000. god.) ukida se ministarstvo za pitanja i poslove vezane uz hrvatsko iseljeništvo, ali se 2012. osniva Državni ured za Hrvate izvan Republike Hrvatske.

## 1990. – 1995.
Ministarstvo iseljeništva bilo je uspostavljeno odmah po osnivanju prve Vlade Republike Hrvatske, 30. svibnja 1990. godine. Bila je to politička ideja koju je odgovorno zagovarao prvi hrvatski predsjednik dr. Franjo Tuđman. On je već prije uspostave suverene Hrvatske uočio velike mogućnosti hrvatskog iseljeništva. Osnivanje Ministarstva iseljeništva, raseljeni Hrvati diljem svijeta, u komunizmu stigmatizirani kao „ustaška emigracija“, dočekali su s iznenađenjem i radosnom nadom da je konačno došao kraj komunističkoj nepravdi i represiji, koja se pola stoljeća prema njima primjenjivala.
Prvim ministrom Ministarstva iseljeništva imenovan je Gojko Šušak, povratnik iz Kanade. Zadaća Ministarstva iseljeništva bila je uspostava svekolikog povezivanja Hrvatske s raseljenim Hrvatima diljem svijeta te jačanje diplomatskih i gospodarskih veza sa zemljama u kojima žive iseljeni Hrvati. Gojko Šušak u svom je mandatu uglavnom putovao sa zadaćom povezivanja domovine i iseljeništva, tumačenjem prilika u domovini i priprema za obranu. Zbog oružane srpske pobune u Hrvatskoj početkom 1991., Gojko Šušak bio je imenovan najprije zamjenikom ministra obrane, a zatim 18. rujna 1991. postaje novi ministar obrane.
Sljedećim ministrom Ministarstva iseljeništva 2. prosinca 1991. g. imenovan je Dr. Zdravko Sančević, povratnik iz Venezuele. Pod njegovim vodstvom započinje namjensko ustrojavanje i organiziranje Ministarstva iseljeništva. Zadaća je bila donošenje potrebne zakonske regulative o iseljeništvu, zatim diplomatska, gospodarska, kulturna i informativna povezanost Domovine s hrvatskim iseljeništvom. U ministarstvu se uspostavljaju odjeli za iseljeništvo i hrvatske manjine. Hrvati u BiH smatraju se entitetom i nisu u nadležnosti Ministarstva iseljeništva. U skladu tih promjena broj zaposlenih raste do 14 djelatnika. Dr. Sančević bio je ministar za iseljeništvo kratko, samo do 12. kolovoza 1992. Tada se u sazivu četvrte Vlade Republike Hrvatske s predsjednikom Hrvoje Šarinićem, predlaže ukidanje Ministarstva iseljeništva.
Josip Manolić bio je tadašnji šef Ureda za zaštitu ustavnoga poretka, tijela koje je koordiniralo svim tajnim službama. On je predložio predsjedniku dr. Franji Tuđmanu ukidanje Ministarstva iseljeništva zbog navodnih primjedbi o štetnom dojmu takvog ministarstva na strane vlade u inozemstvu. U to vrijeme bila je u jeku svekolika ratna i humanitarna pomoć Hrvatskoj te je takva odluka Hrvate u iseljeništvu neugodno iznenadila.
Istovremeno, u rujnu 1992. mandat predsjednika Zastupničkog doma Hrvatskog državnog sabora (7. rujna 1992. – 24. svibnja 1994.) dobiva Stjepan Mesić, tadašnji član HDZ-a. Tadašnji tajnik sabora, u cijelom Mesićevom mandatu, bio je Anđelko Sikirić, dipl. iur. (1991-1994). Potrebno je bilo pripremiti usvajanje prijedloga nove Vlade, što je radilo tajništvo Sabora. Iseljeništvo je doznalo da se sprema ukidanje Ministarstva iseljeništva i s takvom odlukom bilo je vrlo nezadovoljno. Iseljenici su poslali pojedinačna i skupna prosvjedna pisma u Sabor kako bi se saborski zastupnici založili za opstanak Ministarstva iseljeništva i njegovog uključenja u četvrti saziv Vlade. Pouzdano se zna da su iz najmanje dva iseljenička središta poslana pisma, adresirana pojedinačno na imena i prezimena tadašnjih svih saborskih zastupnika i druga skupno potpisana pisma adresirana na predsjednika sabora Stjepana Mesića. Kako zastupnici ipak nisu zaprimili pisma nitko nije pokrenuo raspravu u Saboru o pristiglim primjedbama iz iseljeništva i štetnosti ukidanja Ministarstva iseljeništva. Tako je Ministarstvo iseljeništva šutke ukinuto. Dr. Zdravka Sančevića, dobrog poznavatelja hrvatskoga iseljeništva, predsjednik dr. Franjo Tuđman imenovao je prvim opunomoćenim veleposlanikom Hrvatske u Bosni i Hercegovini (1992 - 1996), a po isteku mandata postaje zastupnik u Hrvatskome državnom saboru i predsjednik Odbora za useljeništvo.
Djelatnost Ministarstva iseljeništva kasnije se pokušala preustrojiti kroz Hrvatsku maticu iseljenika, no to nije bilo više na dovoljno utjecajnoj zakonodavnoj razini. Upravo obrnuto, ravnatelji HMI mijenjali su se po odlukama Vlade koje su dolazile na vlast, temeljem političke podobnosti, a ne po poznavanju problematike, radnom elanu i iskustvu u interesu iseljeništva.
Nezadovoljstvo iseljeništva je raslo, jer se primjećivala sve veća samovolja i inertnost administracije što preraslo u odbojnu birokraciju koja uopće nije prihvaćala potrebe, status, potencijal i prava iseljenika, za razliku od nekih drugih zemalja s velikim populacijama iseljenika koje su to pozitivno i korisno riješile (primjerice Italija).

## 1995. – 1999.
Stoga peta Vlada Republike Hrvatske uvodi ponovno odnos prema iseljeništvu novim Ministarstvom povratka i useljeništva (od svibnja 1995. do lipnja 1999.). Ministrom je imenovan Marijan Petrović, poduzetnik i povratnik iz Kanade. Ministarstvo djeluje s 39 zaposlenika i ostvaruje zakonske pomake i gospodarske rezultate.

## Nakon 2000.
No i to Ministarstvo povratka i useljeništva se ponovno ukida, nastupom sedme Vlade Republike Hrvatske s predsjednikom Ivicom Račanom. Kasnije se uspostavlja Uprava za hrvatske manjine, iseljeništvo i useljeništvo pri Ministarstvu vanjskih poslova.
Slična situacija događala se i sa zastupnicima iseljeništva u Hrvatskom (državnom) saboru. Njihov broj stalno se je smanjivao; od prvotnih 12 zastupnika iz iseljeništva do sadašnjeg prijedloga 3 fiksna zastupnika Hrvata izvan Hrvatske. Potrebno je razlikovati potrebe Hrvata iz iseljeništva, Hrvata nacionalnih manjina u susjednim zemljama i Hrvata u BiH.
Cijeli niz ozbiljnih primjedbi na prijedlog Zakona o odnosima Republike Hrvatske s Hrvatima izvan Hrvatske iznosi i bivši saborski zastupnik i ravnatelj HMI Ante Beljo, povratnik iz Kanade, u Glasu koncila od 25. rujna 2011. te najavljuje: »Bit će ustavna tužba protiv diskriminirajućih odredaba!« Navodeći postupnu redukciju od 12 na 3 zastupnika iz iseljeništva ukazuje na sve anomalije takvog dogovora, onemogućavanja glasovanja u inozemstvu i smatra kako je Zakon nemoralni sporazum sadašnjeg HDZ-a i SDP-a. Beljo je izjavio: „Ne znam da postoji i u jednoj iseljeničkoj zemlji na svijetu takav neprimjeren odnos matične države prema vlastitim pripadnicima svoga naroda koji živi izvan granica“. Beljo navodi brojku od oko 4 milijuna Hrvata i njihovih potomaka koji danas žive u više od 50 država svijeta odnosno oko 400.000 hrvatskih državljana s pravom glasa koji žive izvan Republike Hrvatske.